# The Immortal Man
Série
Peaky Blinders (série télévisée)
Pour plus de détails, voir Fiche technique et Distribution.
The Immortal Man est un film britannique de gangsters réalisé par Tom Harper et écrit par Steven Knight, dont la sortie est prévue fin 2025 sur Netflix.
Il s'agit de la suite de la série télévisée Peaky Blinders (2013-2022) avec Cillian Murphy dans le rôle principal aux côtés de Paul Anderson, Sophie Rundle, Stephen Graham, Ned Dennehy, Packy Lee et Ian Peck reprenant leurs rôles, ainsi que Rebecca Ferguson, Tim Roth, Jay Lycurgo et Barry Keoghan.

## Fiche technique
- Réalisation : Tom Harper
- Scénario : Steven Knight
- Production : BBC Film, Banijay, Tiger Aspect Productions, Caryn Mandabach Productions
- Producteurs : Steven Knight, Cillian Murphy, Guy Heeley, Caryn Mandabach
- Pays de production : Royaume-Uni
- Langue originale : anglais
- Genre : Drame historique
- Distributeur : Netflix
- Date de sortie : fin 2025

## Distribution
- Cillian Murphy : Thomas « Tommy » Shelby
- Paul Anderson : Arthur Shelby, Jr.
- Sophie Rundle : Ada Thorne (née Shelby)
- Stephen Graham : Hayden Stagg
- Ned Dennehy : Charlie Strong
- Packy Lee : Johnny Dogs
- Ian Peck : Curly
- Rebecca Ferguson
- Barry Keoghan
- Tim Roth
- Jay Lycurgo

## Production
La série télévisée britannique Peaky Blinders a duré six saisons, de 2013 à 2022. En janvier 2021, le créateur de la série, Steven Knight, évoque l'avenir de Peaky Blinders avant la conclusion de la sixième saison et suggère qu'un long métrage pourrait être produit pour poursuivre l'histoire.
En mai 2023, l'acteur Cillian Murphy, qui a joué le personnage principal Tommy Shelby dans les six saisons, indique au magazine Rolling Stone qu'il est prêt à reprendre le personnage sous certaine condition « S'il y a plus d'histoire, j'adorerais le faire. Mais il faut que ce soit bien. Steve Knight a écrit 36 heures de télévision, et nous sommes partis sur une telle note. Je suis vraiment fier de cette dernière saison. Il faudrait donc que cela se sente légitime et justifié d'en faire plus ». En décembre 2023, Knight confirme qu'il finalise le scénario du film.
En mars 2024, Knight confirme que Murphy reprendra son rôle de Tommy Shelby. Le tournage devrait commencer en septembre 2024, à Digbeth, dans les studios Knight's Digbeth Loc ,.
Les producteurs du film sont Knight, Caryn Mandabach, Murphy et Guy Heeley. En juillet 2024, Rebecca Ferguson rejoint le casting. En août, Barry Keoghan rejoint le casting, Netflix s'occupant de la distribution. En septembre, Tim Roth et Jay Lycurgo  rejoignent le casting. En octobre, Stephen Graham, Sophie Rundle, Ned Dennehy, Packy Lee et Ian Peck présents dans la série reprennent leurs rôles,.
Steve Knight révèle dans une interview à Paris Match que l'action se déroule pendant la Seconde Guerre Mondiale.

### Tournage
Le tournage débute le 30 septembre 2024 aux studios Digbeth Loc à Birmingham et dans les Midlands de l'Ouest. Le tournage à St Helens a lieu dans les anciennes usines de Pilkington Watson Street.
Le tournage prend fin le 13 décembre 2024.

## Crédit d'auteurs
- (en) Cet article est partiellement ou en totalité issu de l’article de Wikipédia en anglais intitulé « Immortal Man » (voir la liste des auteurs).